# バレエ・リュス・ド・モンテカルロ
バレエ・リュス・ド・モンテカルロ （Ballets russes de Monte-Carlo）は、セルゲイ・ディアギレフ死後のバレエ・リュス解散後に後を継いでモンテカルロで組織されたバレエ団。

## 概要
ディアギレフの死（1929年8月19日）後にいくつか見られたバレエ･リュス復活の計画は、同年10月24日以降の世界恐慌によってそのほとんどが中止に終わったが、1930年にはパリとロンドンで「バレエ・リュス・ア・パリ」というガラ形式の公演が行われた。これをきっかけに、ロシア歌劇団を経営していたヴァシリー・ド・バジル大佐と、モンテカルロ歌劇団バレエ芸術監督ルネ・ブルムは1931年に、バレエ・リュス・ド・モンテカルロの結成を発表、翌1932年から公演が始まった。芸術監督にはジョージ・バランシンが任命されたが、まもなくレオニード・マシーンに変えられた。モンテカルロ歌劇場にはバレエ･リュスのオリジナルの衣装、美術の一部が残っており、これらを使用できたことは大きな強みであった。
バレエダンサーには、バレエ・リュス以来のアレクサンドラ・ダニロワ、アリシア・マルコワ、「三人の赤ん坊バレリーナ（ベイビー・バレリーナ）」と呼ばれた若いイリーナ・バローノワ（デビュー当時13歳）、タマーラ・トゥマーノワ（同15歳）、タチアナ・リアブーシンスカ（同14歳）、男性にはヴォイジコフスキ、リシーンらがいた。振付は、バランシンとマシーンが主としておこなった。諸作品の成功で非常な興行成績をおさめ、特に1933年以降は大成功をおさめた。しかし、1936年になって二つに分裂し、バジル大佐の率いるバレエ・リュス・ド・コロネル・ド・バジル、残りはブルムの率いるバレエ・リュス・ド・モンテカルロ(Ballet russe de Monte-Carlo、単数形)となった。
前者はその後、オリジナル・バレエ・リュスと名を変えて活動したが、1952年に解散した。後者は、第二次世界大戦が始まったときはアメリカにいてそのままとどまった。しかし、まもなくブルムの引退やマシーンの退団があり、ディアギレフの伝統を捨ててアメリカ的な性格を持つようになった。1960年代に活動を停止した。
1985年にモナコにおいてバレエ・ド・モンテカルロの名で再設立され、バレエ・リュスやジョージ・バランシンの作品を主に取り上げている。

## 代表作

### バレエ・リュス・ド・モンテカルロ（1932-1936）
- 「前兆」「美しきドナウ」「コレアルチューム」（1933年）
- 「幻想交響楽」（1936年）

### バレエ・リュス・ド・モンテカルロ（1936-）
- 「ロデオ」（1942年）